# Aksaj Esaulovskij
L'Aksaj Esaulovskij (in russo Аксай Есауловский?) è un fiume della Russia europea, affluente di sinistra del Don, sfocia nel bacino idrico di Cimljansk. Scorre nell'oblast' di Volgograd.

## Descrizione
Il fiume ha origine nella zona collinosa di Ergeni, nel distretto Svetlojarskij e ha un percorso tortuoso. La portata media è di circa 38 m³/s. In estate si secca nei tratti superiori. Scorre dapprima in direzione sud-ovest per girare a ovest dopo il villaggio di Aksaj, fino a sfociare nel bacino di Cimljansk a nord-ovest dell'insediamento di Generalovskij (distretto Kotel'nikovskij), a 414 km dalla foce del Don. Nel medio corso attraversa l'insediamento di Oktjabr'skij, capoluogo del distretto omonimo. Ha una lunghezza di 179 km; l'area del suo bacino è di 2 588 km². Gela dall'inizio di dicembre sino a metà marzo. L'intero bacino si trova nella zona della steppa.